# 薩尼布魯克 (加利福尼亞州)
薩尼布魯克（英語：Sunnybrook）是位於美國加利福尼亞州阿馬多爾縣的一個非建制地區。該地的面積和人口皆未知。

## 地理
薩尼布魯克的座標為38°20′35″N 120°52′37″W / 38.34306°N 120.87694°W，而該地的平均海拔高度為239米（即784英尺）。